# (21124) 1992 YR2
1992 واي أر 2 (ويعرف أيضًا باسم (21124) 1992 واي أر 2 وفق تسمية الكوكب الصغير) (بالإنجليزية: 1992 YR2)‏ هو كويكب ضمن حزام الكويكبات؛ وترتيبه 21124 من حيث الاكتشاف.
اكتُشف هذا الجُرم الفلكي بواسطة إيريك والتر إلست في 18 ديسمبر 1992.

## وصلات خارجية
- (21124) 1992 YR2 في قاعدة بيانات مختبر الدفع النفاث لأجرام النظام الشمسي الصغيرة

- الاكتشاف · مخطط المدار ·  العناصر المدارية · المعلمات المادية

- (21124) 1992 YR2 على موقع ويكي سكاي: DSS2, SDSS, GALEX, IRAS, Hydrogen α, X-Ray, Astrophoto, Sky Map, Articles and images